# Afir
Afir è un centro abitato dell'Algeria, situato nella provincia di Boumerdès.